# 少叶水竹叶
少叶水竹叶（学名：Murdannia medica）为鸭跖草科水竹叶属的植物。分布在越南、柬埔寨、泰国以及中国大陆的广东、海南等地，多生于空旷湿地和湿草地，目前尚未由人工引种栽培。